# 4 Ceti
4 Ceti är en roterande variabel av Alfa2 Canum Venaticorum-typ (ACV) i Fiskarnas stjärnbild. Trots sin Flamsteed-beteckning tillhör den inte Valfiskens stjärnbild. Den ligger på gränsen mellan stjärnbilderna och fick byta tillhörighet vid översynen av gränser mellan stjärnbilderna år 1930 och benämns efter bytet av stjärnbild ofta med sin HD-beteckning, HD 315.
Stjärnan har visuell magnitud +6,43 och varierar i amplitud med 0,03 magnituder och en period av 0,7584 dygn eller 18,20 timmar. 4 Ceti befinner sig på ett avstånd av ungefär 600 ljusår.